# 罗伯特·斯塔福德
罗伯特·西奥多·斯塔福德（英語：Robert Theodore Stafford，1913年8月8日—2006年12月23日）为美国佛蒙特州政治人物，曾担任第七十一任佛蒙特州州长、联邦众议员以及联邦参议员。斯塔福德为共和党人，属于共和党温和派（或曰洛克菲勒共和党人）。斯塔福德因坚定支持环保主义以及普及高等教育，并于2000年支持佛蒙特州同性婚姻合法化而广为人知。

## 早年生活
罗伯特·斯塔福德生于佛蒙特州拉特兰，其父为伯特·莱纳斯·斯塔福德，其母为梅布尔·R·斯塔福德。伯特·斯塔福德于1901年毕业于明德大学，后于拉特兰从事法律工作，还曾担任拉特兰县国家银行行长。此外伯特还曾担任过拉特兰县地方检察官，并于1915年至1917年间担任拉特兰市市长。1830年，伯特又成为了佛蒙特州律师协会以及佛蒙特州教育委员会主席。
罗伯特·斯塔福德于1931年毕业于拉特兰高中，随后于1935年在明德大学获得了文学士学位。在明德大学就读期间，斯塔福德加入了ΔΥ兄弟会。斯塔福德曾短暂就读于密歇根大学法学院，后转入波士顿大学法学院并于1938年在那里获得了法学学士学位。

## 早期职业生涯
法学院毕业后，斯塔福德获得了律师执业资格并在拉特兰开设了律师事务所。后来斯塔福德加入了共和党并积极参与政治，他于1938年至1942年间担任大陪审团成员。

## 军旅生涯
斯塔福德于1942年加入了美国海军预备役，并获得了少尉军衔。在被分配到情报部门后，斯塔福德先后于达特茅斯学院和新泽西州迪克斯堡接受了初步培训。在完成培训后，斯塔福德先后在华盛顿哥伦比亚特区的美国海军部以及马萨诸塞州鳕鱼角担任情报官。